# Chūka
Chūka (中和村, Chūka-son) était un village du district de Maniwa, dans la préfecture d'Okayama, au Japon.

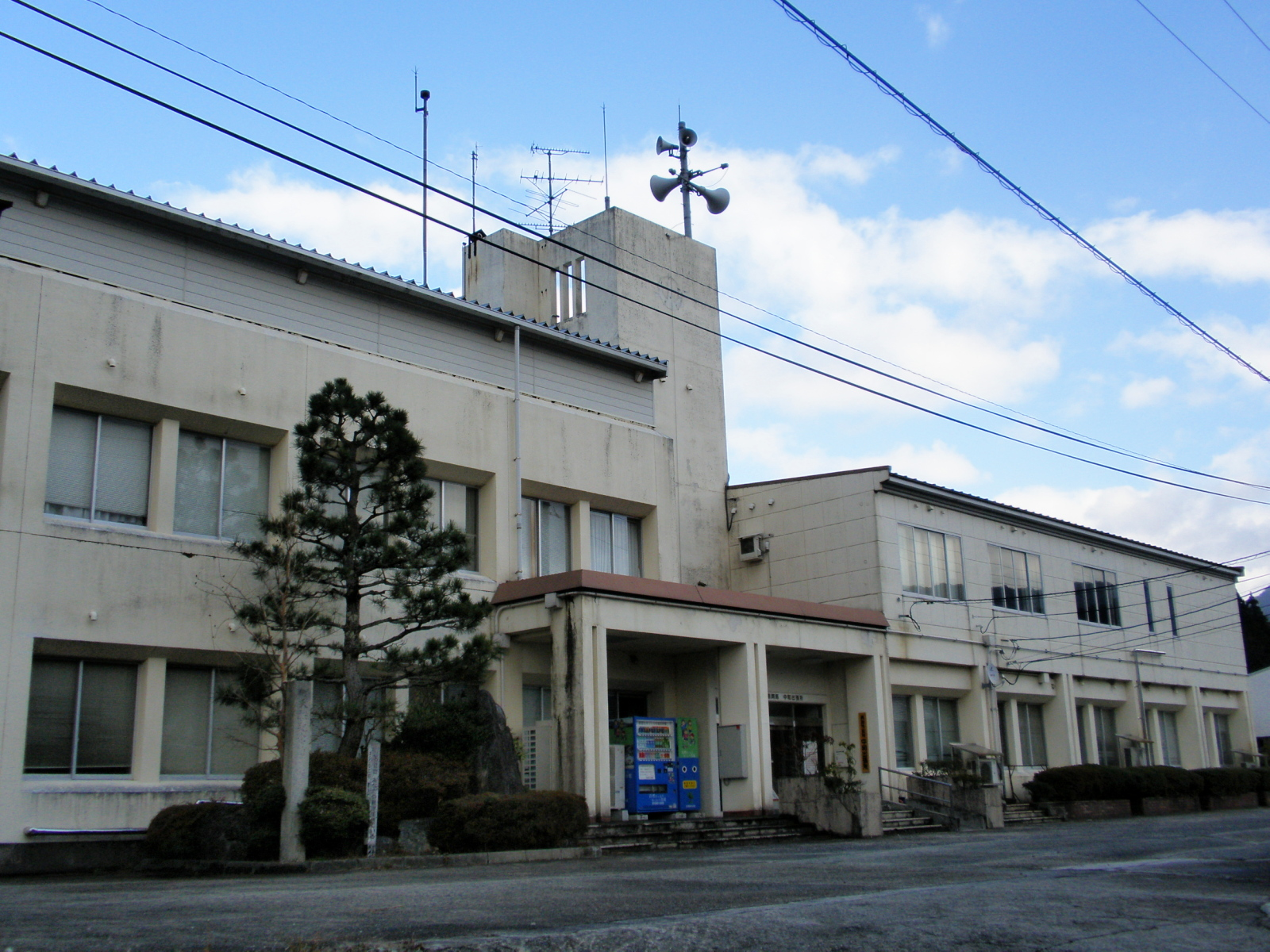
Hôtel de ville de Maniwa Bureau de promotion Hiruzen Bureau de la succursale de Chuwa (anciennement Chuwa Village Hall)

En 2003, le village avait une population estimée à 800 habitants et une densité de 16,76 personnes par km². La superficie totale était de 47,73 km².
Le 31 mars 2005, Chūka, les bourgs de Hokubō (du district de Jōbō), Katsuyama, Kuse, Ochiai et Yubara, ainsi que les villages de Kawakami, Mikamo et Yatsuka (tous situés dans le district de Maniwa) ont fusionné pour créer la ville de Maniwa.